# Aki Riihilahti
Aki Riihilahti, född 9 september 1976 i Helsingfors, är en finländsk före detta fotbollsspelare (mittfältare) som gjorde 69 landskamper för Finland.

## Karriär
Aki Riihilahti växte upp i Finlands huvudstad Helsingfors och började spela organiserad fotboll i klubben HJK Helsingfors år 1982. Han blev proffs i samma klubb år 1995 och tilldelades då tröjnummer 23. Med Riihilahti på planen vann HJK finska cupen året efter (1996) och den högsta finska serien Tipsligan ytterligare ett år senare (1997). År 1998 vann man återigen finska cupen, men främst av allt var Riihilahti del av det första finska fotbollslaget att ta sig till gruppspel i Champions League. Riihilahti lämnade HJK efter att ha presterat 92 matcher och 16 mål (varav 9 matcher och 1 mål i Europaspel) för klubben.
Efter att Riihilahti lämnat HJK Helsingfors, vid 1998 års säsongs slut, anslöt han till norska Vålerenga IF i högsta norska fotbollsserien Tippeligaen inför säsongen 1999. I Vålerenga IF blev det hårt matchande under två år för Riihilahti när han fullgjorde 56 matcher och 7 mål för klubben.
Tiden i Norge föranledde uppvaktning från engelska fotbollsklubben Crystal Palace, vid tillfället härbärgerande i näst högsta engelska fotbollsserien The Championship, och Riihilahti signerade ett kontrakt med den engelska klubben. I England blev det 181 matcher och 15 mål, i The Championship och Premier League. Efter tiden i England bar karriären österut och Riihilahti landade i tyska Kaiserslautern i näst högsta tyska serien Bundesliga 2. Där blev det på grund av skada endast 5 matcher och 0 mål.
Runt midsommar 2007 tog rykten fart om att Riihilahti skulle vara klar för svenska fotbollsklubben Djurgårdens IF och den 25 juni 2007 presenterade Djurgårdens IF Fotboll Riihilahti som nyförvärv med ett 2,5-årskontrakt (till och med hela säsongen 2009). Debuten för Djurgårdens IF skedde när Riihilahti byttes in i hemmamatchen mot Gefle IF den 2 juli 2007. Säsongen 2008 förstördes så gott som totalt på grund av skador. Riihilahti gjorde endast två korta inhopp för Djurgården i Allsvenskan.
I början av år 2009 var Riihilahti väldigt nära en övergång till San Jose Earthquakes i Major League Soccer men övergången blev aldrig av, och det slutade med att Riihilahti blev kvar i Djurgården men med ett kontrakt till och 30 juni 2009 istället för säsongen ut. 
Den 31 juli 2009 skrev Aki på för 1,5 år med sin före detta klubb HJK Helsingfors efter att ha lämnat Djurgården på fri transfer. Riihilahti var med om att vinna den finska ligan tre år i rad: 2009, 2010 och 2011.

## Person
Riihilahti har haft ett antal uppdrag utanför sin fotbollskarriär. Bland annat författade han år 1998 boken "HJK Mestarienliigassa" som handlar om just hans moderklubb i fotboll HJK Helsingfors. Därtill har Riihilahti skrivit krönikor för två tidningar, engelska The Times och finska Iltalehti. 
Under Premier Leaguesäsongen 2004/05 var Riihilahti så uppskattad av fotbollssupportrarna till Crystal Palace att de lät hänga upp en finsk flagga med texten AKI 15 på under samtliga av lagets matcher på hemmaplan.

## Meriter
- Mästare Tipsligan, 1997, 2009, 2010, 2011
- Mästare Finska cupen, 1996, 1998, 2011
- A-landslagsspelare
- U21- och ungdomslandslagsspelare

### Information och statistik
- Aki Riihilahtis egen hemsida
- Finska landslagets statistik (A-landskamper med mera)
- Statistik hos Soccerbase
- Statistik hos ESPNsoccernet.com
- Statistik hos SvenskFotboll.se (för åren 2007-)
- Aki Riihilahti klar för DIF (dif.se, 2007-06-25)
- Aki Riihilahti skrev på för HJK (2009-07-31)
- Statistik från HJK

### Artiklar i media
- DN om Riihilahti
- Finsk landslagsman klar för Djurgården
- Riihilahti till Djurgården för landslagets skull
- Djurgården dementerar att Riihilahti är klar
- Riihilahti klar för Djurgården, DN
- Finländare klar för Djurgården, HD
- Riihilahti fick drygt 20 minuter
- Arneng flyttar inte på grund av Aki